# Éric Fassin
Éric Fassin   (França, 5 de juliol de 1959) és un sociòleg francès i professor a la Universitat París 8. Vincennes - Saint-Denis.

## Trajectòria
Antic alumne de l'École Normale Supérieure, on va ingressar el 1979, és investigador al Centre Nacional de la Recerca Científica, a l'École des hautes études en sciences sociales i a la Universitat París 13, on treballa sobre la politització de les qüestions sexuals i racials a França i als Estats Units d'Amèrica.
Responsable de l'Institut d'estudis del gènere de la Universitat de Ginebra, és l'introductor a França del pensament de Judith Butler que interpreta els codis normatius del gènere o de la classe social com un acte polític i identitari. En 2006 va escriure el prefaci de l'edició en francès de Problemes de gènere.
Éric Fassin s'ha manifestat a favor de la recepció dels migrants a França, defensa l'antiracisme polític i considera que la laïcitat pot ser utilitzada com una eina islamòfoba. També defensa el dret a l'organització d'espais de reflexió exclusiva reservats a les persones d'ascendència africana i/o a les dones, així com la interseccionalitat.